# Statue de Pierre le Grand (Taganrog)
La statue de Pierre le Grand est une statue de bronze de Mark Antokolski représentant le tsar Pierre Ier de Russie qui se trouve à Taganrog, ville portuaire fondée par lui en 1698. Cette œuvre a été sculptée en plâtre en 1872 et présentée à la première exposition polytechnique de Moscou, pour le bicentenaire de Pierre le Grand. Elle est conservée aujourd'hui au musée de l'Académie russe des beaux-arts de Saint-Pétersbourg.

## Histoire
La commande en bronze a été exécutée en 1898 et érigée ici en 1903, c'est la seule statue en bronze à ce jour de Pierre le Grand existant en Russie qui soit issue des propres mains de son auteur. Le piédestal est l'œuvre de Boris Edwards.
La statue en pied mesure 3,44 mètres de hauteur (pesant 1 tonne 232) et le piédestal, 5,4 mètres. L'ensemble pèse 13 tonnes. Sur le piédestal, on peut lire: « À l'empereur Pierre Ier le Grand, Taganrog ». Le monument a été commandé pour commémorer le bicentenaire de la ville.
L'empereur est représenté en uniforme du régiment de la Garde Préobrajenski. Anton Tchekhov rencontre à Paris Mark Antokolski et Léopold Bernstamm à la demande de son ami le maire de Taganrog (sa ville natale), Pavel Iordanov (1858-1920), en vue des préparatifs du bicentenaire de la ville. C'est lui qui envoie au maire des photographies des sculptures de ces artistes et fait partie de ceux qui réunissent des fonds. La statue est fondue à Paris à l'atelier Gruillet.
Une maquette du monument est érigée le 12 octobre 1898 (bicentenaire de la ville) à la porte du jardin municipal. En 1901, la statue en bronze arrive de Paris par chemin de fer jusqu'à Marseille, puis elle est transportée par navire (à bord du Despina) jusqu'à Théodosie, puis de Théodosie à Taganrog par le vapeur Marietta. Elle arrive le 21 juillet 1901. Elle entreposée dans un entrepôt de la gare pendant deux ans, avant d'être solennellement inaugurée, le 14 mai 1903. 
Elle est installée au milieu de la rue Saint-Pierre (Petrovskaïa) en face de la porte du jardin municipal. Tchekhov, affaibli par la tuberculose et vivant à Yalta, ne put assister à la cérémonie. Un défilé de cosaques est organisé pour les festivités, ainsi qu'une bénédiction solennelle.
En janvier 1924, la statue est déboulonnée et installée dans le vestibule d'entrée de la bibliothèque municipale publique Tchekhov, tandis qu'en 1925 on installe sur le piédestal resté en place une statue de Lénine. En 1927, la statue est transférée de la bibliothèque au musée régional.
Le 3 octobre 1940, le ministère de la Culture autorise la sortie de la statue du musée et son installation au bout du cap en face du port sur le boulevard Maritime (Primorski). En 1943, les occupants allemands la changent de place et la remettent devant la porte du parc municipal sur un petit piédestal, avec inauguration officielle, le 18 juillet 1943. 
Après la libération de la ville en octobre 1943, les autorités municipales la réinstallent dans le vestibule de la bibliothèque publique, puis quelque temps plus tard à l'escalier d'honneur du musée régional.
En 1948, la statue est remise sur le piédestal resté en place d'avant-guerre, face à la mer. En 1958, un nouveau piédestal est construit. La statue se trouve toujours depuis sur le boulevard Historique (Istoritcheski boulvar).

## Illustrations

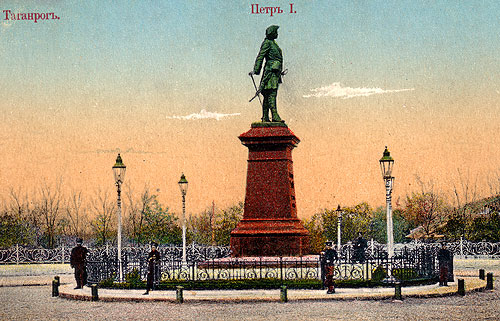
Vue ancienne (1903—1916)
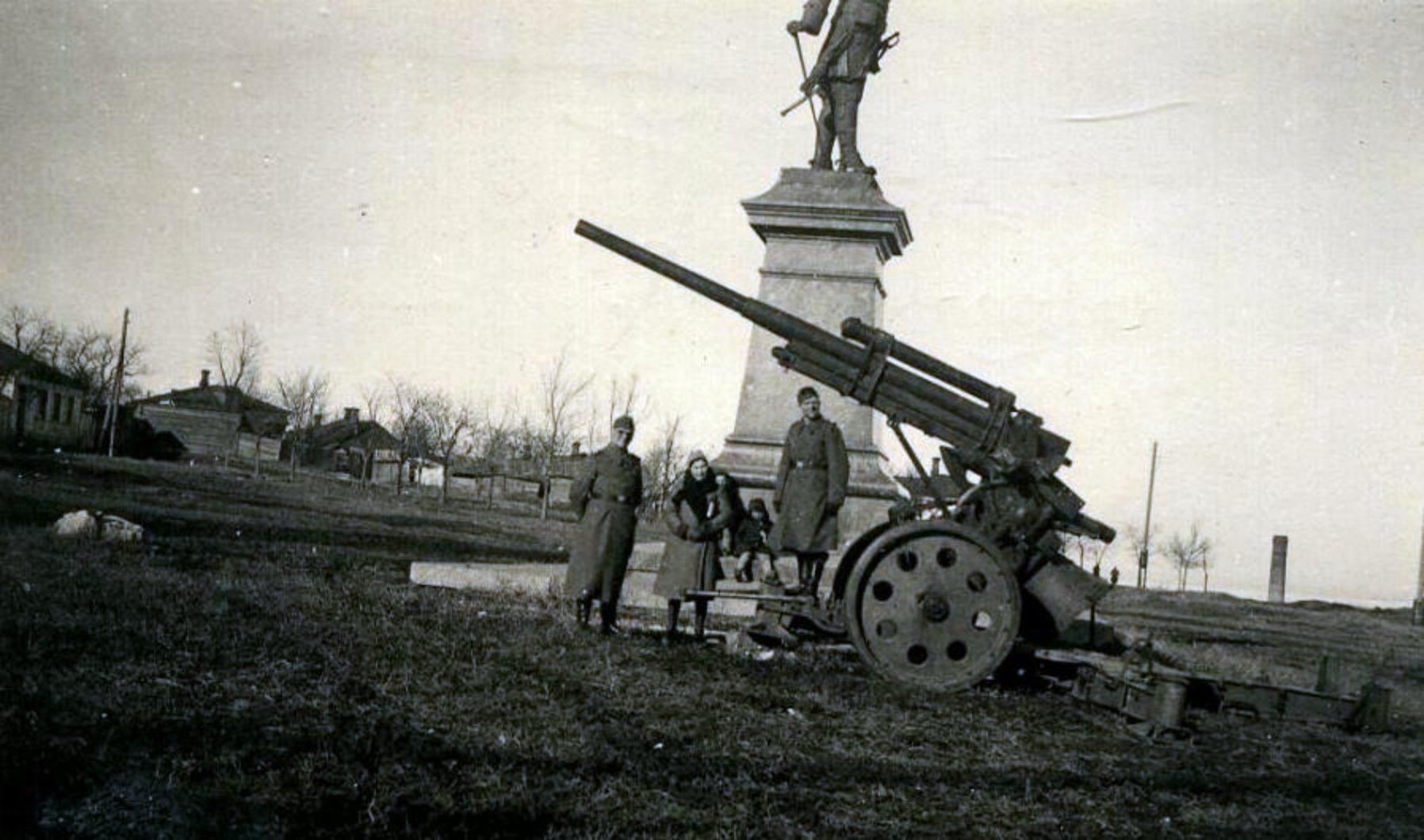
Vue de la statue sous l'occupation allemande en avril 1943
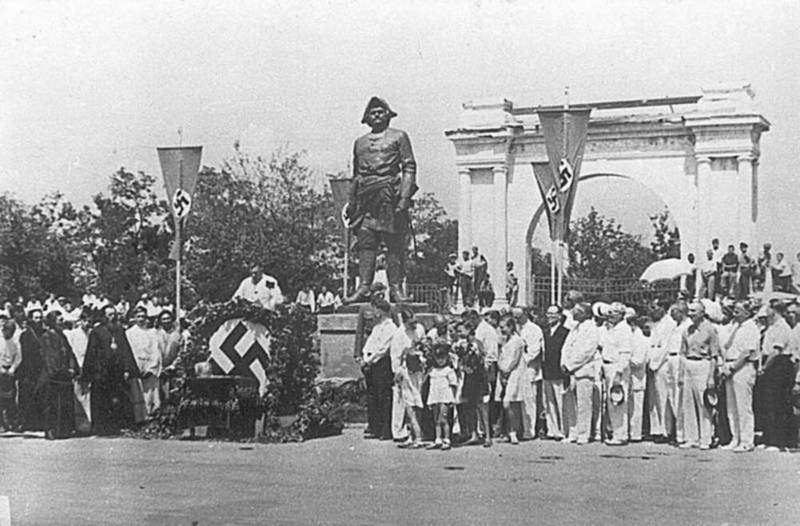
Inauguration de la statue par les Allemands (18 juillet 1943)
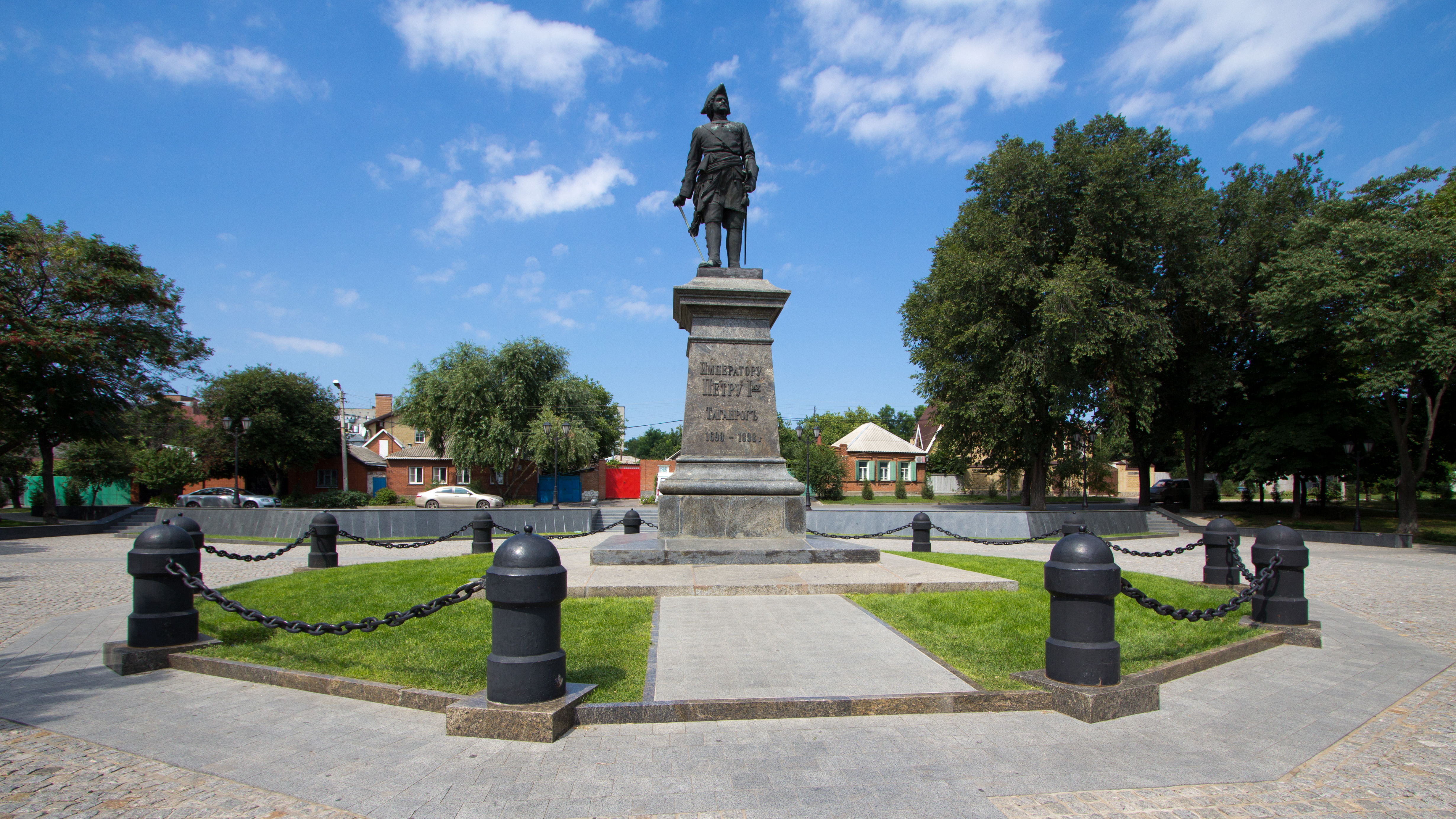
Vue en 2011

## Source
- (ru) Cet article est partiellement ou en totalité issu de l’article de Wikipédia en russe intitulé « Памятник Петру I (Таганрог) » (voir la liste des auteurs).